# Altare di Kefermarkt

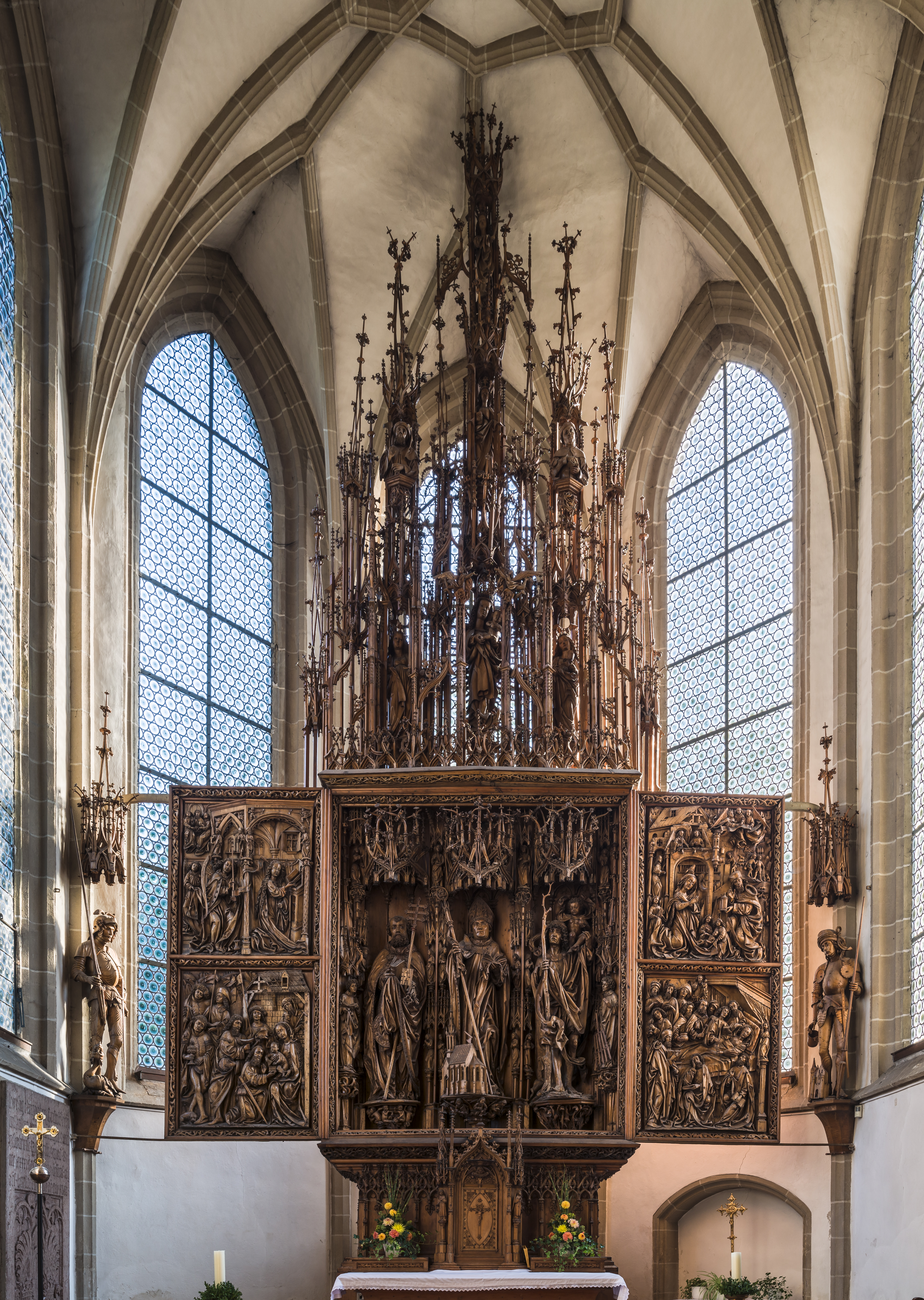
Altare di Kefermarkt

L'altare di Kefermarkt (in tedesco Kefermarkter Flügelaltar) è una pala d'altare di fattura tardo gotica conservata nella chiesa parrocchiale di Kefermarkt, in Alta Austria. Fu commissionata dal cavaliere Christoph von Zellking e probabilmente conclusa nel 1497. La pala d'altare in legno, riccamente decorata, raffigura i santi Pietro, Wolfgang e Cristoforo nella sezione centrale, mentre i pannelli laterali raffigurano scene della vita di Maria. La pala è anche dotata di un'intricata sovrastruttura e due statue laterali dei santi Giorgio e Floriano. L'identità del suo creatore è sconosciuta, ma la statuaria principale sembra essere mano di almeno due abili scultori. Nel corso dei secoli, la pala d'altare è stata alterata e ha perso la sua pittura e doratura originali. Un importante restauro è stato effettuato nel XIX secolo sotto la guida dello scrittore Adalbert Stifter. La pala d'altare è stata descritta come "una delle più grandi conquiste della scultura tardo-medievale nell'area di lingua tedesca".

## Storia

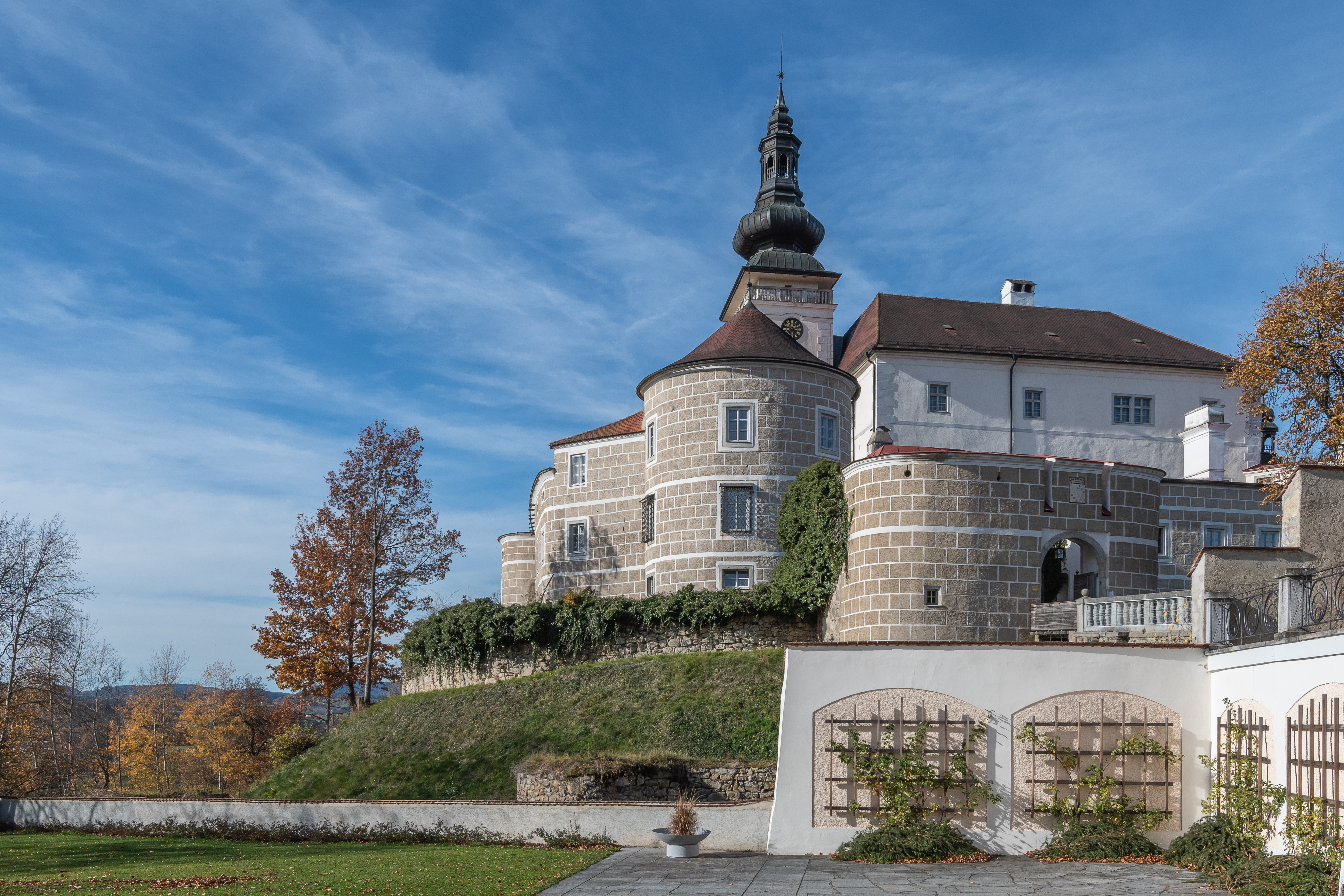
Schloss Weinberg, nella periferia di Kefermarkt, era la residenza di Christoph von Zellking che commissionò la pala d'altare.

### Commissione e creazione
Christoph von Zellking, signore del vicino Schloss Weinberg e consigliere dell'imperatore Federico III, commissionò la costruzione di una nuova chiesa per Kefermarkt tra il 1470 e il 1476. Nel suo ultimo testamento del 1490 fornì i soldi per pagare, a rate, una pala d'altare dedicata a San Wolfgang anche dopo la sua morte. Quando il testamento è stato scritto, la pala d'altare doveva essere già stata commissionata e forse anche i lavori già stati avviati. L'anno successivo, Christoph von Zellking morì e fu sepolto nel coro della chiesa. Sebbene la pala d'altare a Kefermarkt non rechi alcuna iscrizione o altri indizi sulle sue origini, diverse circostanze indicano che si tratta proprio della pala d'altare commissionata da Christoph von Zellking. Una ricevuta del 1497 (perduta) documentava il pagamento finale per la pala d'altare, indicando che poteva essere stata installata nella chiesa quell'anno. Anche un crocifisso nella stessa chiesa di Kefermarkt reca la data 1497, a indicare che probabilmente si trattò di una data comune per il termine dei lavori di realizzazione dell'edificio e dei suoi arredi.

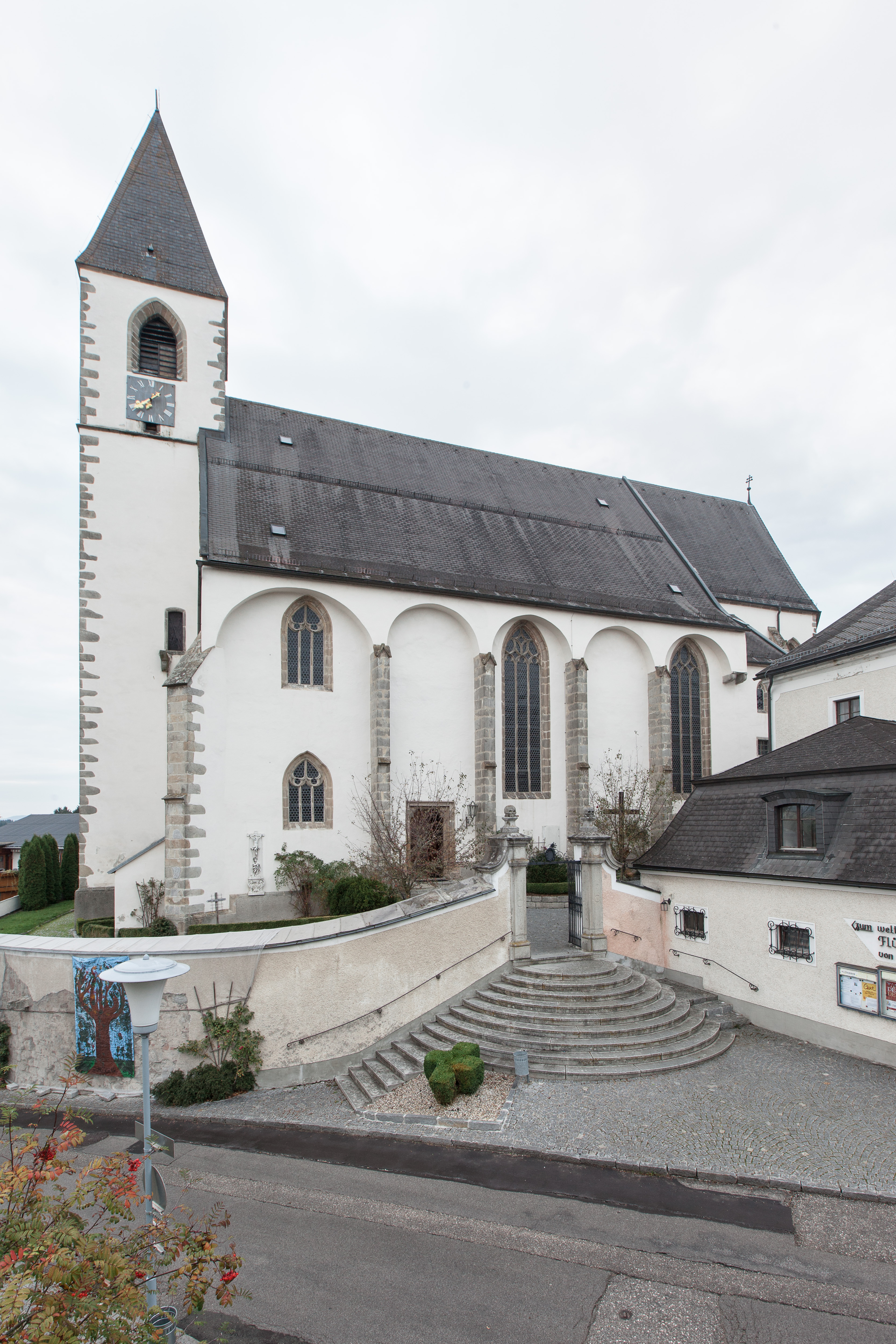
La chiesa di Kefermarkt, dove si trova la pala d'altare.

L'altare è stato realizzato da uno scultore principale, appunto identificato come "maestro della pala d'altare di Kefermarkt" Si è ipotizzato che fosse il capo di un'officina, che insieme al suo principale collaboratore realizzò due delle figure nella sezione centrale (San Wolfgang e San Pietro), i rilievi sulle ali e la maggior parte delle statuario. Gli elementi architettonici e la sovrastruttura potrebbero essere stati realizzati da un laboratorio di ebanisteria. L'identità dello scultore principale e l'ubicazione del laboratorio sono stati discussi a lungo. A causa della sua qualità insolita, sono stati proposti tra i più svariati nomi, tra cui Tilman Riemenschneider, Veit Stoss, Michael Pacher e Albrecht Dürer. La maggior parte degli studiosi ha concluso che il laboratorio che ha prodotto la pala d'altare era attivo a Passau, ma poiché sono state conservate poche opere d'arte comparabili di Passau, non sono state tratte conclusioni definitive. Allo stesso modo, è stato proposto come autore un certo Martin Kriechbaum, menzionato nei documenti d'archivio come "pittore", ma questo non significa necessariamente che non fosse anche esperto nell'intaglio del legno, ed è noto che aveva commissioni sia in Alta che in Bassa Austria.

### Modifiche successive
A seguito della Riforma, la famiglia Zellking divenne protestante nel 1558 e la chiesa, di fondazione cattolica, fu successivamente trascurata. Nel 1629 la chiesa fu chiusa del tutto e riaperta solo nel 1667 dopo essere stata rilevata dai gesuiti durante la Controriforma. La chiesa fu restaurata nel 1670 e risulta che la pala d'altare fu alterata, con modifiche apportate per renderla più in linea col contemporaneo gusto barocco. In origine le ali potevano essere chiuse, mentre ora risultano fissate alla sezione centrale. Anche la sovrastruttura fu ampliata e arricchita con altre sculture di età gotica, prelevate dagli altari laterali, e le due statue esterne furono ricollocate.
La pala era originariamente parzialmente dorata e dipinta, ma della policromia oggi rimangono solo frammenti. Alla fine del XVIII secolo, l'intera pala d'altare fu ricoperta di calce per adattarsi meglio al gusto e agli ideali del giorno, come accaduto anche agli altari di Niederrotweil e Moosburg.

### Restauro
Nella prima metà del XIX secolo, la pala d'altare subì danni provocati dai tarli. Nel 1852 il pastore si rivolse al governatore dell'Alta Austria Eduard von Bach, chiedendo aiuto per ripristinarlo. La questione coinvolse il governo locale, che elesse l'opera a "monumento nazionale" e fece del suo restauro una questione d'onore per la comunità. Il lavoro fu guidato dallo scrittore Adalbert Stifter, che era anche un conservatore d'arte. I lavori di restauro furono eseguiti tra il 1852 e il 1855. Oltre a Stifter, la squadra di restauratori comprese gli scultori Johann Rint e Josef Rint, più diversi lavoratori assunti. Il restauro è ben documentato ed è chiaro che la squadra si adoperò per preservare e riportare la pala nelle sue migliori condizioni. Il restauro non è stato esente da critiche, anche per aver comportato la completa rimozione della rimanente policromia medievale. Probabilmente, Stifter ipotizzò che i frammenti di pittura sotto l'imbiancatura fossero stati applicati durante il periodo barocco. Durante la ristrutturazione, gran parte della sovrastruttura dovette essere sostituita poiché troppo danneggiata dai tarli. Adalbert Stifter fornì una descrizione della pala d'altare nel suo romanzo Der Nachsommer.
Nel 1929 fu operato un nuovo tentativo di eliminazione dei tarli che erano tornati a danneggiare la pala.

## Descrizione
La pala d'altare di Kefermarkt è stata definita "una delle più grandi conquiste della scultura tardo-medievale nell'area di lingua tedesca". La pala è alta 13,8 m di altezza dal pavimento alla sommità della sovrastruttura e 6,17 m di larghezza. È in legno di tiglio con alcuni dettagli in larice aggiunti nel XIX secolo e si compone di quattro parti distinte: una predella alla base, una sezione centrale rettangolare a forma di mobile basso, due ali e un'intricata sovrastruttura. Non sono integrate nella struttura, ma fanno parte dell'insieme della pala le due statue laterali raffiguranti San Giorgio e San Floriano, oggi poste su mensole ai lati.

### Sezione centrale

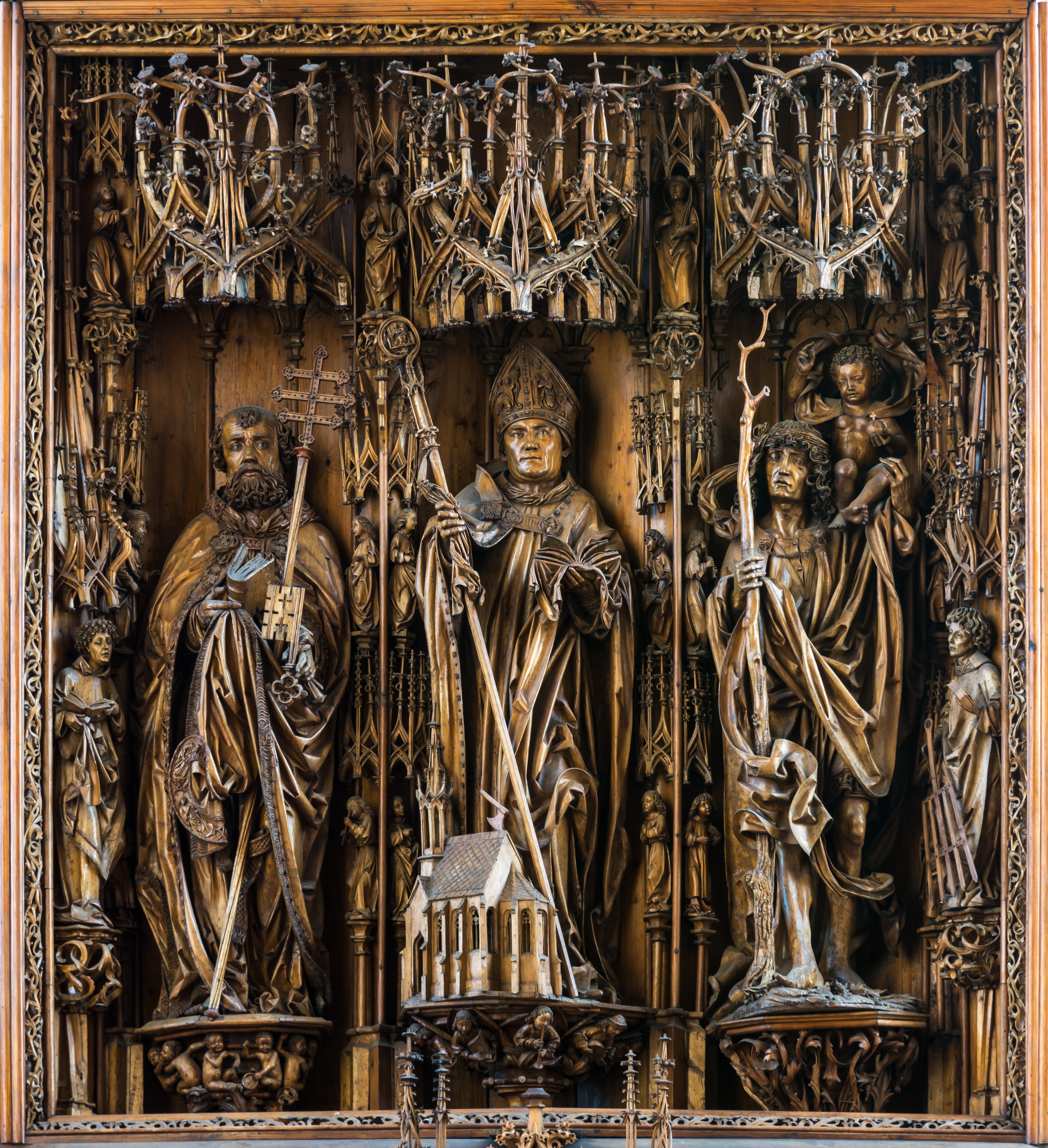
La sezione centrale della pala

La sezione centrale è divisa in tre nicchie poco profonde, ciascuna contenente una statua leggermente più grande del vero dei santi Pietro, Wolfgang e Cristoforo. Sono sorrette da mensole riccamente intagliate e coronate da baldacchini. San Wolfgang, il Santo patrono della chiesa, occupa la nicchia centrale ed è anche leggermente più grande degli altri santi. Pietro si trova alla destra di San Wolfgang e San Cristoforo alla sua sinistra. San Cristoforo era il Santo patrono personale di Christoph von Zellking, da cui la posizione prominente del santo nella pala d'altare. La statua di San Cristoforo sembra essere stata realizzata da un artista, mentre le statue di San Pietro e Wolfgang, così come i pannelli laterali, da un altro. Soprattutto la statua di San Cristoforo è stata elogiata per il suo viso scarno, espressivo ma sensibile, mentre le altre sculture sono state descritte come più rigide nelle loro espressioni e il panneggio dei loro vestiti eseguito con meno abilità e finezza. Insolitamente, San Cristoforo non è raffigurato come un gigante forte, che era la tradizione medievale, ma come un giovane. La sua testa "tradisce una sensibilità riscontrabile solo nelle più grandi opere della scultura tardogotica".
La scultura di San Wolfgang è la più grande delle tre ed è alta 220 cm. Il santo è raffigurato in un completo abito vescovile, vestito con un piviale e con in mano un pastorale. Ai suoi piedi c'è una chiesa modello con un'ascia attaccata al tetto, uno degli attributi del santo. I suoi lineamenti del viso "dimostrano che è un uomo di notevole energia e determinazione", secondo lo storico dell'arte Rainer Kahsnitz. San Pietro, 196 cm di altezza, è ancora più riccamente vestito di Saint Wolfgang. Il suo piviale in broccato decorato avvolge quasi completamente il santo. Le sue mani guantate tengono la chiave del paradiso, il suo attributo iconografico, e un libro. Tra le pieghe della sua veste, una ferula papale è alloggiata contro la sua spalla sinistra. San Cristoforo, infine, è raffigurato come un giovane che porta Cristo sulle spalle. La statua misura 190 cm di altezza. È a capo scoperto e scalzo. Si sostiene con un ramo ruvido mentre trasporta Cristo attraverso un fiume e il vento gli scompiglia i vestiti.
A lato della sezione centrale, sono poste rivolte verso l'interno due statue più piccole raffiguranti Santo Stefano e San Lorenzo. Entrambe alte 95 cm, raffigurano i santi tradizionalmente in abiti liturgici.

### Ali
Oltre a San Wolfgang, la santa principale a cui è dedicata la pala è Maria. Una sua statua è ben visibile al centro della sovrastruttura, sopra il pannello centrale. Inoltre, due ali mostrano ciascuna una coppia di rilievi in legno con scene della vita di Maria. In origine, gli esterni potrebbero essere stati dipinti con scene della vita di Saint Wolfgang. L'ala del lato destro dei santi mostra nel pannello superiore l'Annunciazione, e nel pannello inferiore l'Adorazione dei Magi. L'altra ala mostra la nascita di Cristo in alto e la morte di Maria nel pannello inferiore. La figura di Maria è raffigurata in modo simile in tutti i pannelli.
Nella scena dell'Annunciazione, Maria è raffigurata inginocchiata su uno sgabello in preghiera all'interno di una struttura semiaperta, sorretta da pilastri insolitamente scolpiti, coronati sopra i loro capitelli da figure che probabilmente dovrebbero essere profeti dell'Antico Testamento. L'arcangelo Gabriele sta entrando nella struttura e tiene un rotolo dove sono visibili parti del suo saluto, l'Ave Maria. Nell'angolo in alto a sinistra si può vedere una rappresentazione di Dio Padre tra le nuvole e affiancato da due angeli. In origine il pannello conteneva anche una colomba, simbolo dello Spirito Santo, ma è andata perduta.
Sul lato opposto, nella parte superiore dell'ala sul lato sinistro dei santi, è raffigurata la nascita di Cristo. Maria è ritratta in devozione davanti a Cristo, che è posto davanti a lei su una piega della sua veste. Dall'altro lato, anche Giuseppe è inginocchiato davanti al bambino. Sopra Maria, sul tetto dell'edificio alle loro spalle, due angeli che suonano un mandolino e un liuto. Sullo sfondo si vede l'annunciazione ai pastori.
Cronologicamente segue questa scena il pannello sotto la scena dell'Annunciazione. Qui è raffigurato il soggetto dell'adorazione dei Magi: Maria contempla Cristo bambino mentre uno dei Magi è inginocchiato davanti a lui; il bambino gioca con l'oro nella scatola che sta portando. Sia lui che il secondo Re Magi, alle sue spalle, si sono tolti il cappello in segno di rispetto.

L'ultimo pannello raffigura la morte di Maria. La donna è sdraiata sul letto di morte, mentre un minuscolo angelo tiene la tenda aperta in modo che lo spettatore possa vedere meglio Maria. I dodici apostoli sono tutti presenti, ognuno raffigurato con tratti individuali. Sopra la testa di San Pietro, Cristo appare in una nuvola, ricevendo l'anima di sua madre sotto forma di una piccola figura.

I pannelli laterali
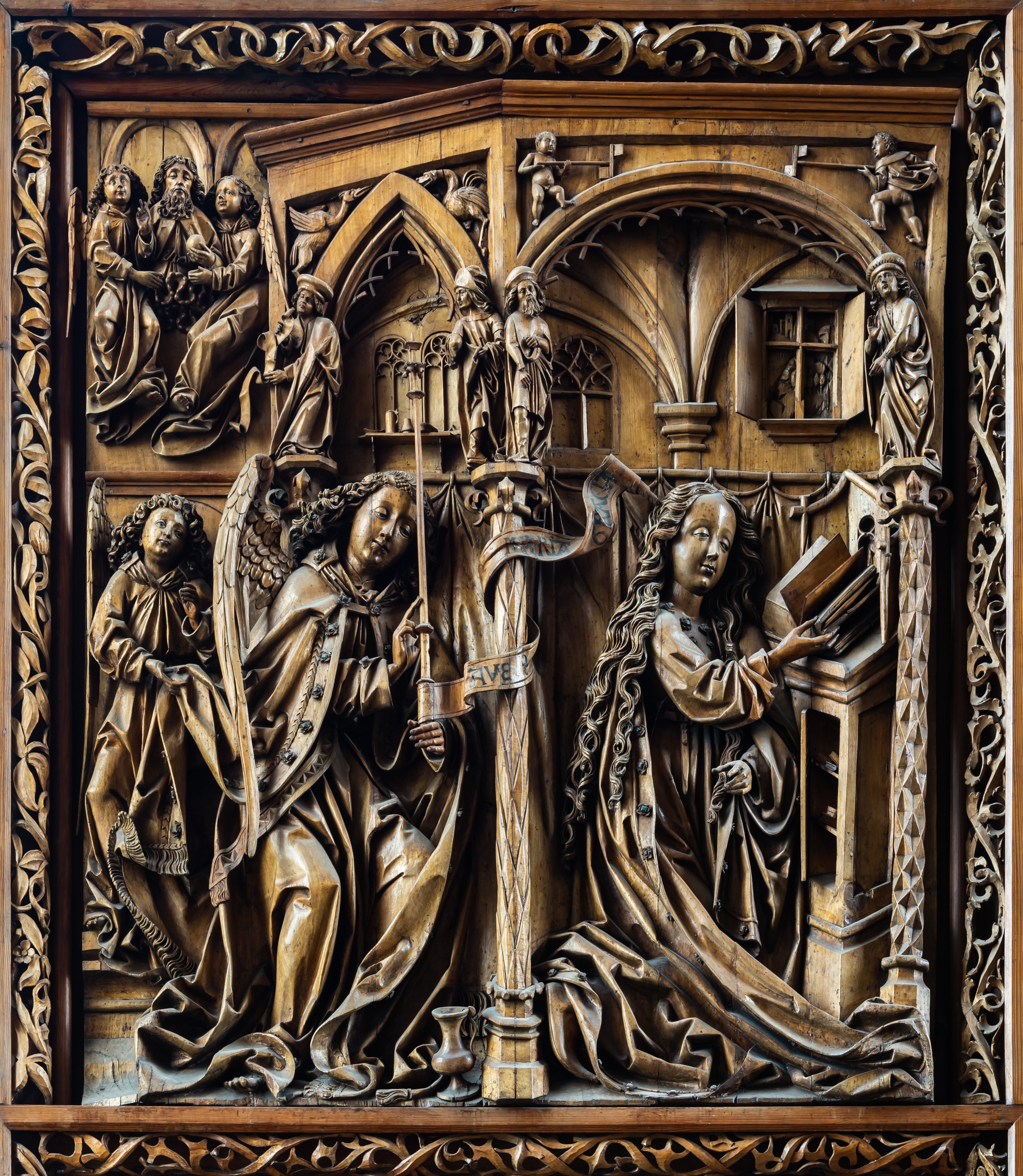
L'Annunciazione, pannello superiore dell'ala destra
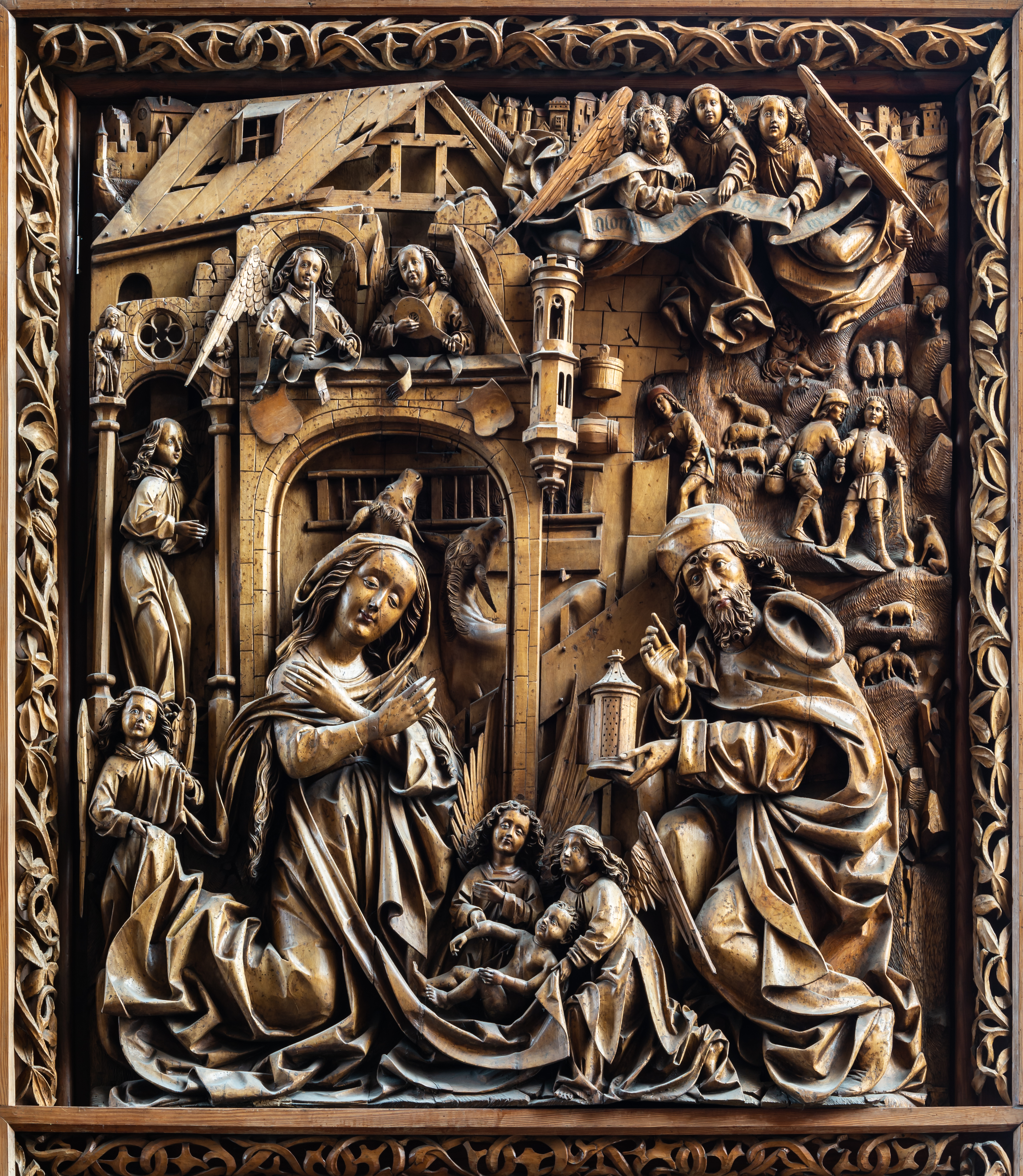
Nascita di Cristo, pannello superiore dell'ala sinistra
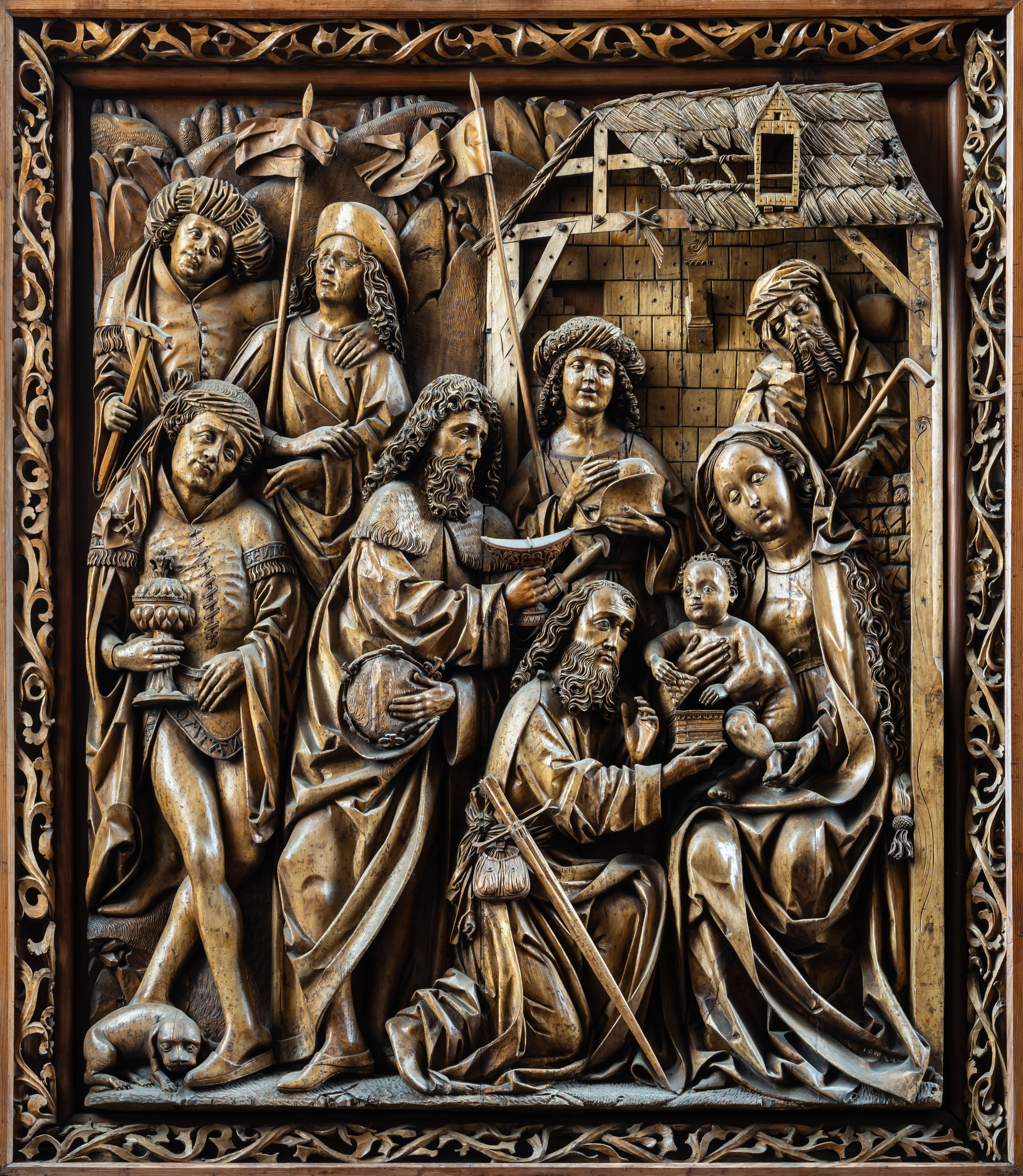
Adorazione dei Magi, pannello inferiore dell'ala destra
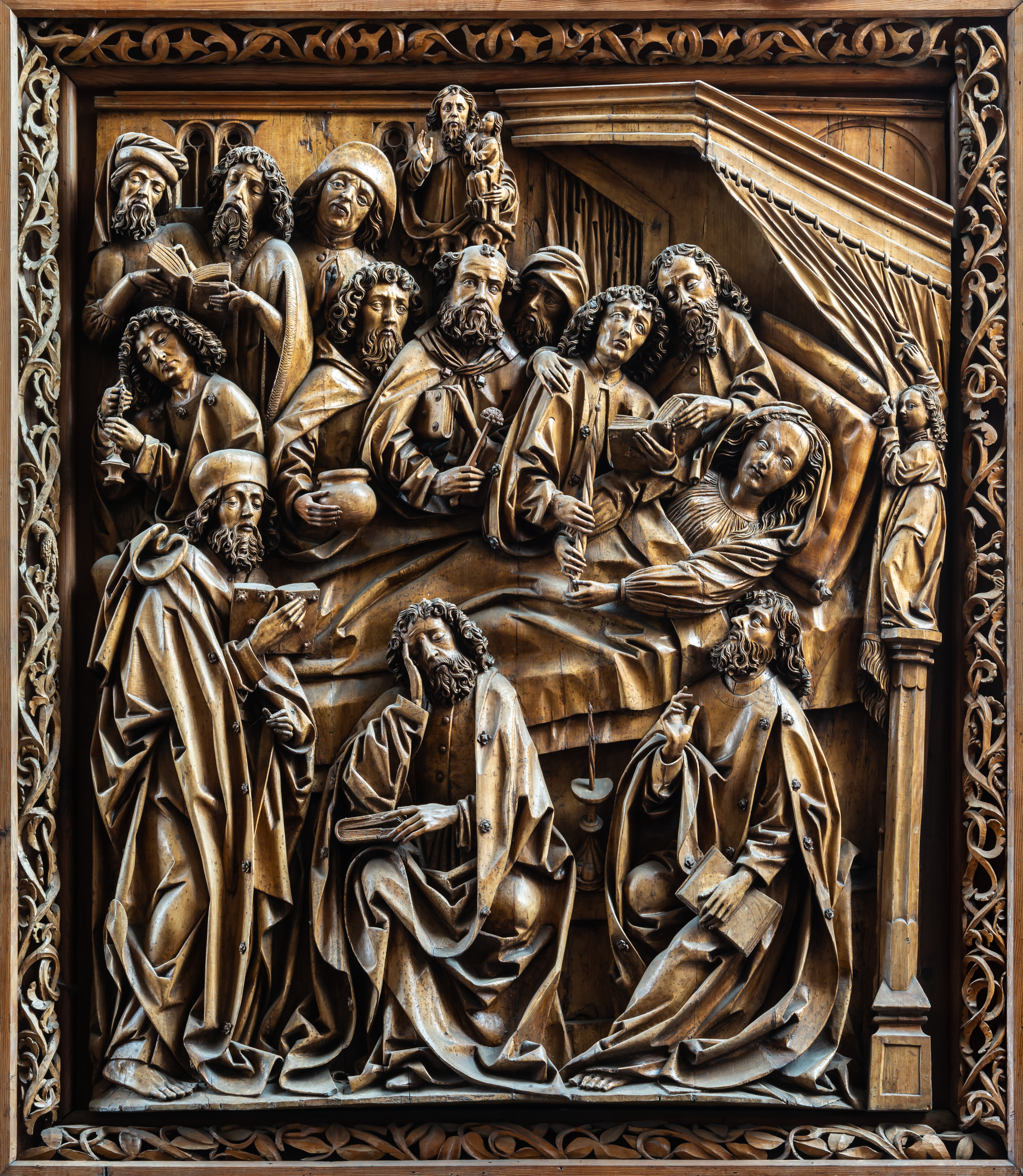
Morte di Maria, pannello inferiore dell'ala sinistra

### Sovrastruttura
Nella sovrastruttura riccamente scolpita sono raffigurate Maria, Santa Caterina e Santa Barbara, mentre la parte superiore mostra rappresentazioni di Sant'Agnese fiancheggiata da busti di profeti e coronata da una scultura di Sant'Elena. Le sculture, realizzate con cura, sono progettate individualmente, con grandi variazioni di abbigliamento e attributi. La sovrastruttura stessa è composta da undici pinnacoli, con tre pinnacoli principali che svettano su ciascuno dei santi nel pannello centrale. È stato più volte modificato e incorpora elementi di altre pale d'altare. In origine era puramente architettonico nella sua composizione, senza elementi botanici. È anche discutibile se le figure facessero parte originariamente delle sovrastrutture o se fossero disposte in modo diverso.